# 國魂神社 (いわき市)

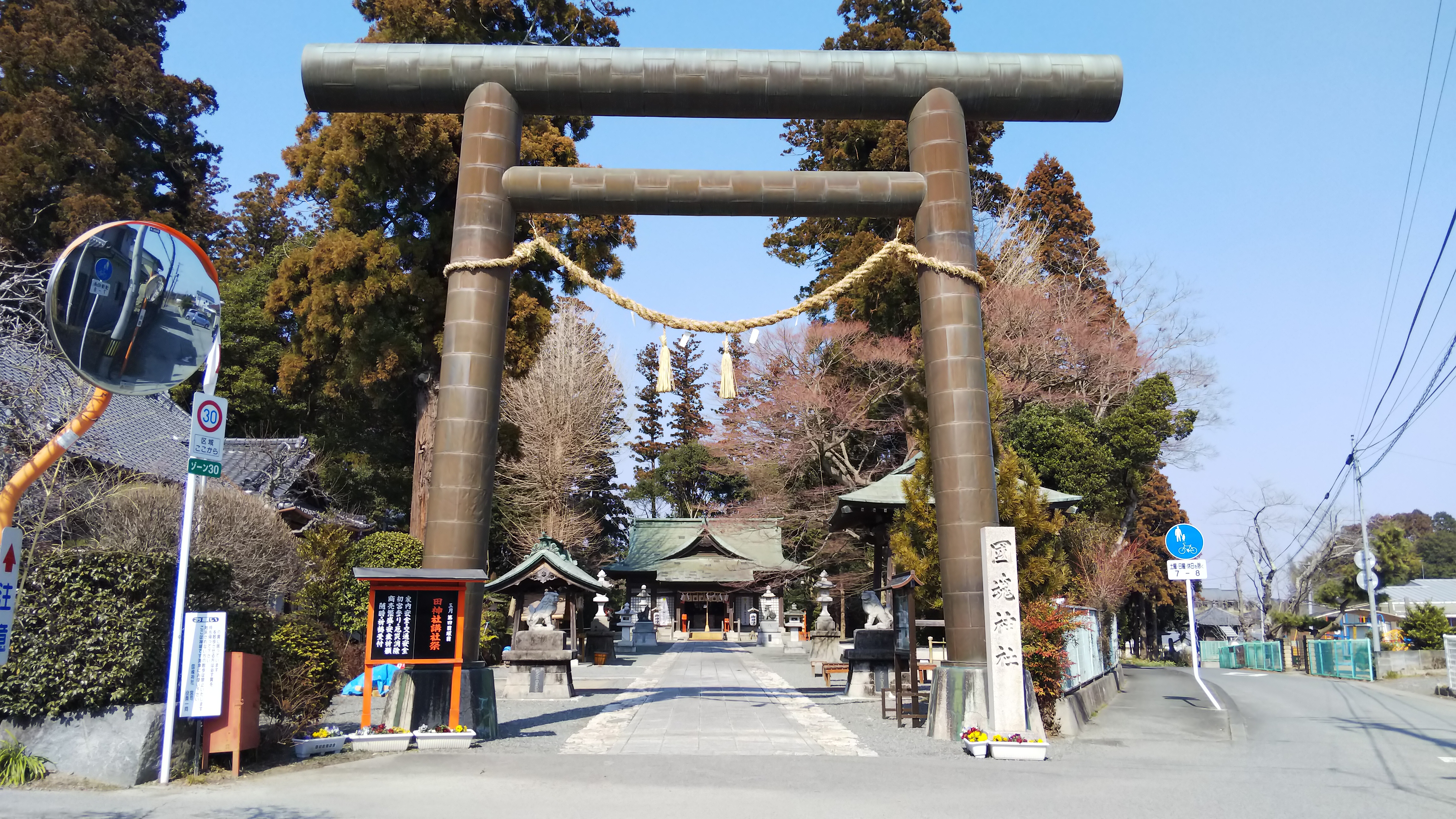
鳥居

國魂神社（くにたまじんじゃ）は、福島県いわき市勿来町窪田にある神社である。

## 祭神
- 大国主神
- 須勢理姫命
- 少彦名命

## 歴史
大同元年（806年）創建と伝えられ、その後は、この地の領主などの尊崇を受けた。

## 境内
- いわき市指定有形文化財
  - 梵鐘

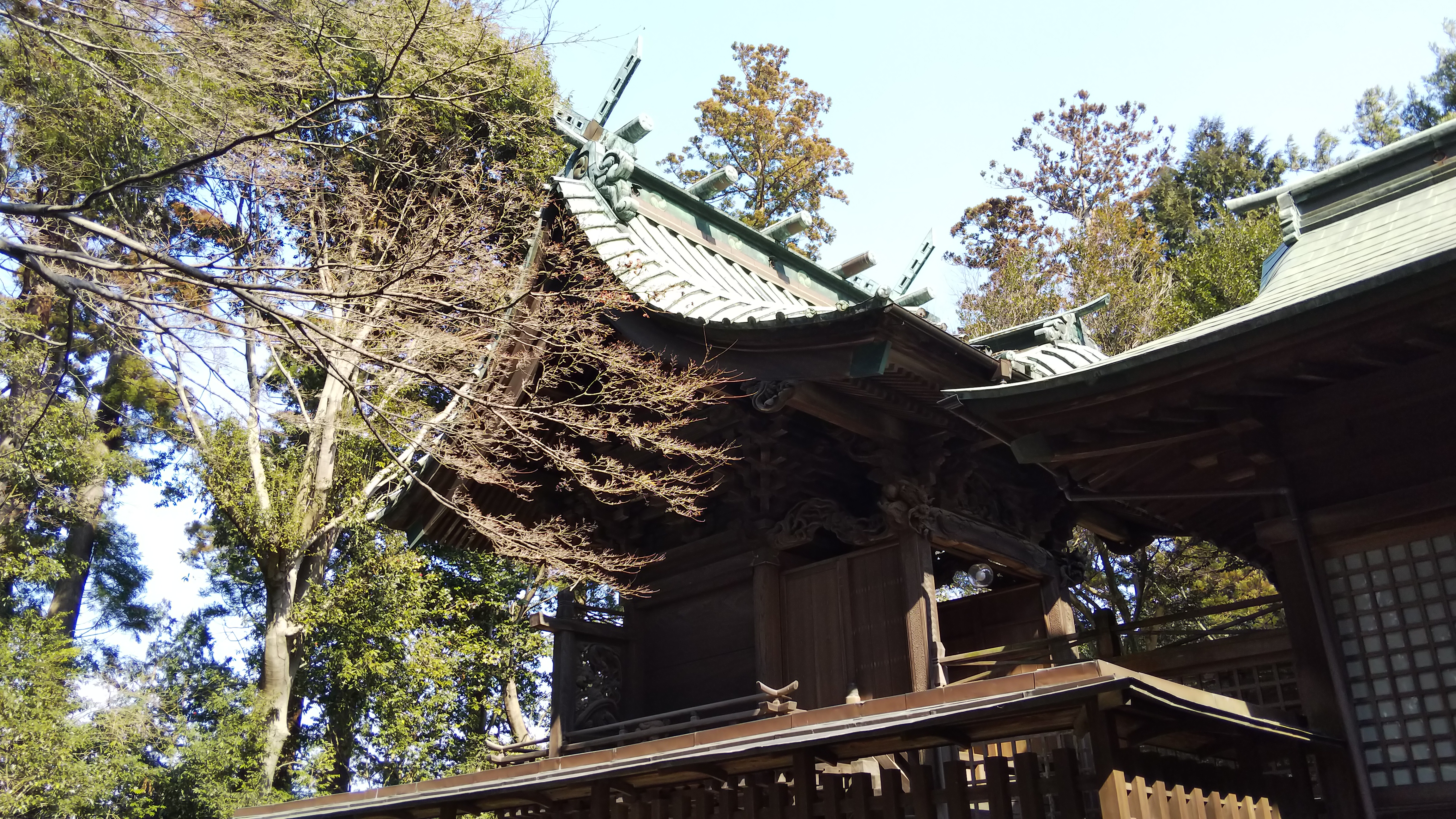
本殿
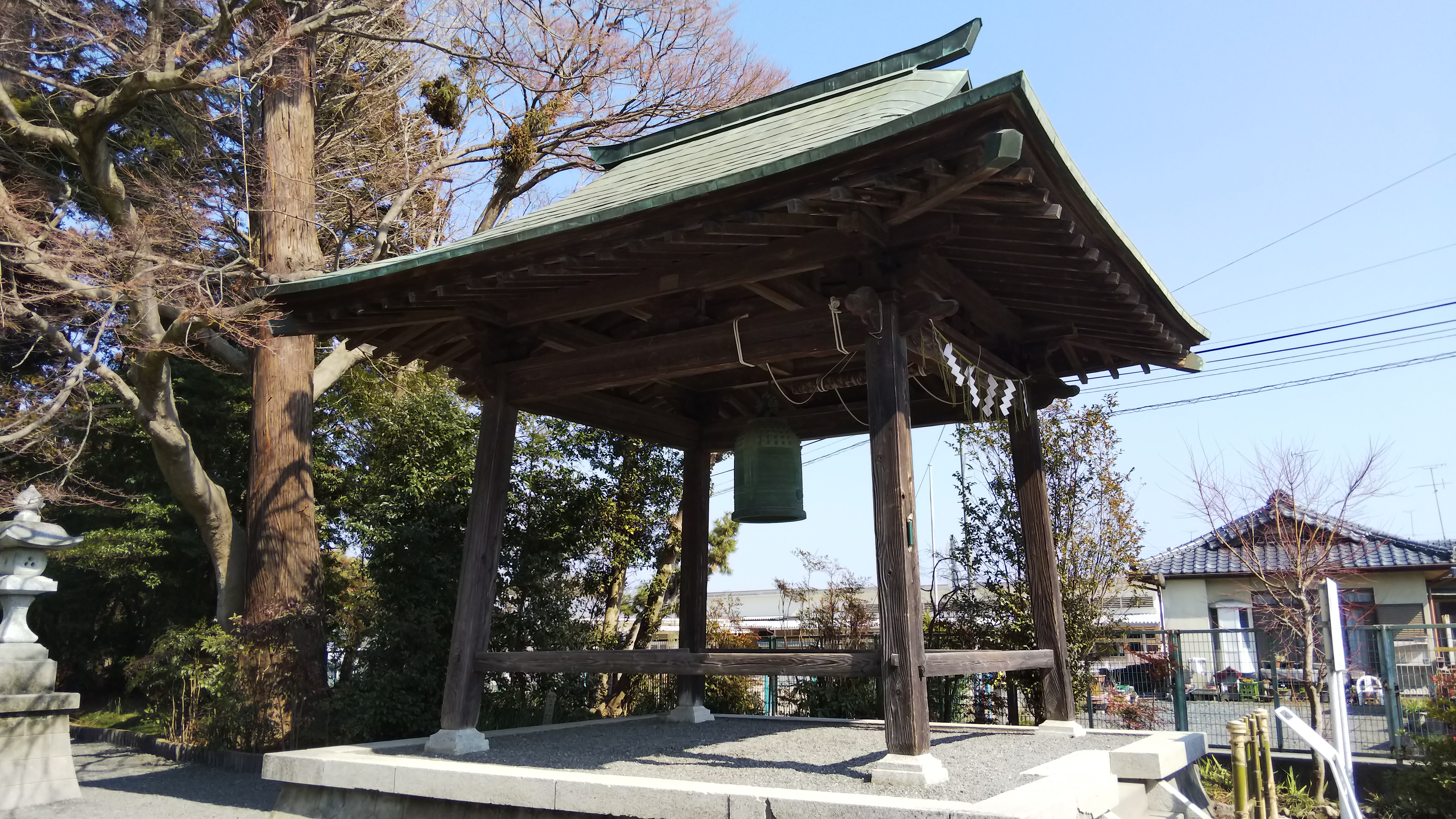
梵鐘
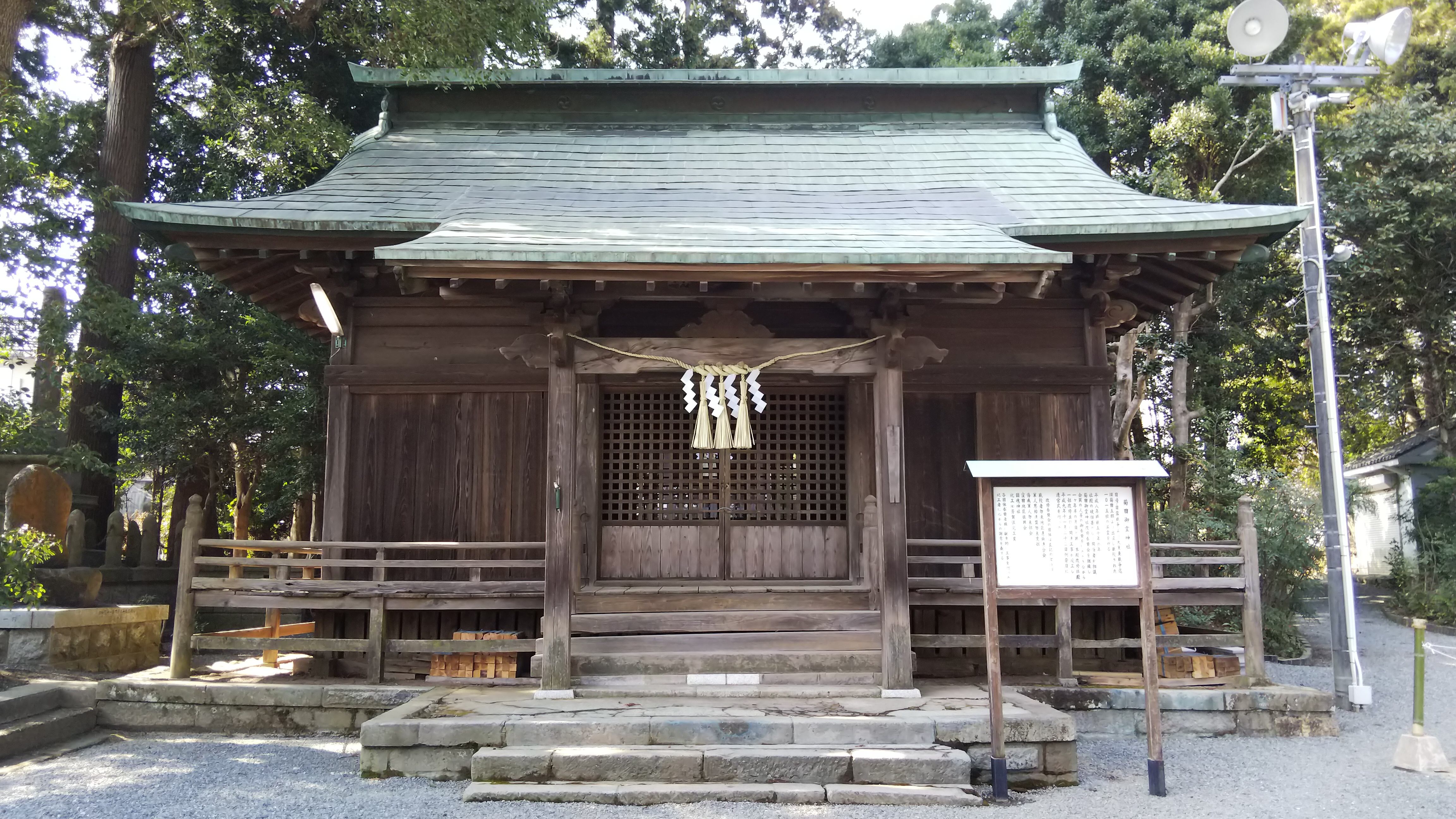
御霊神社
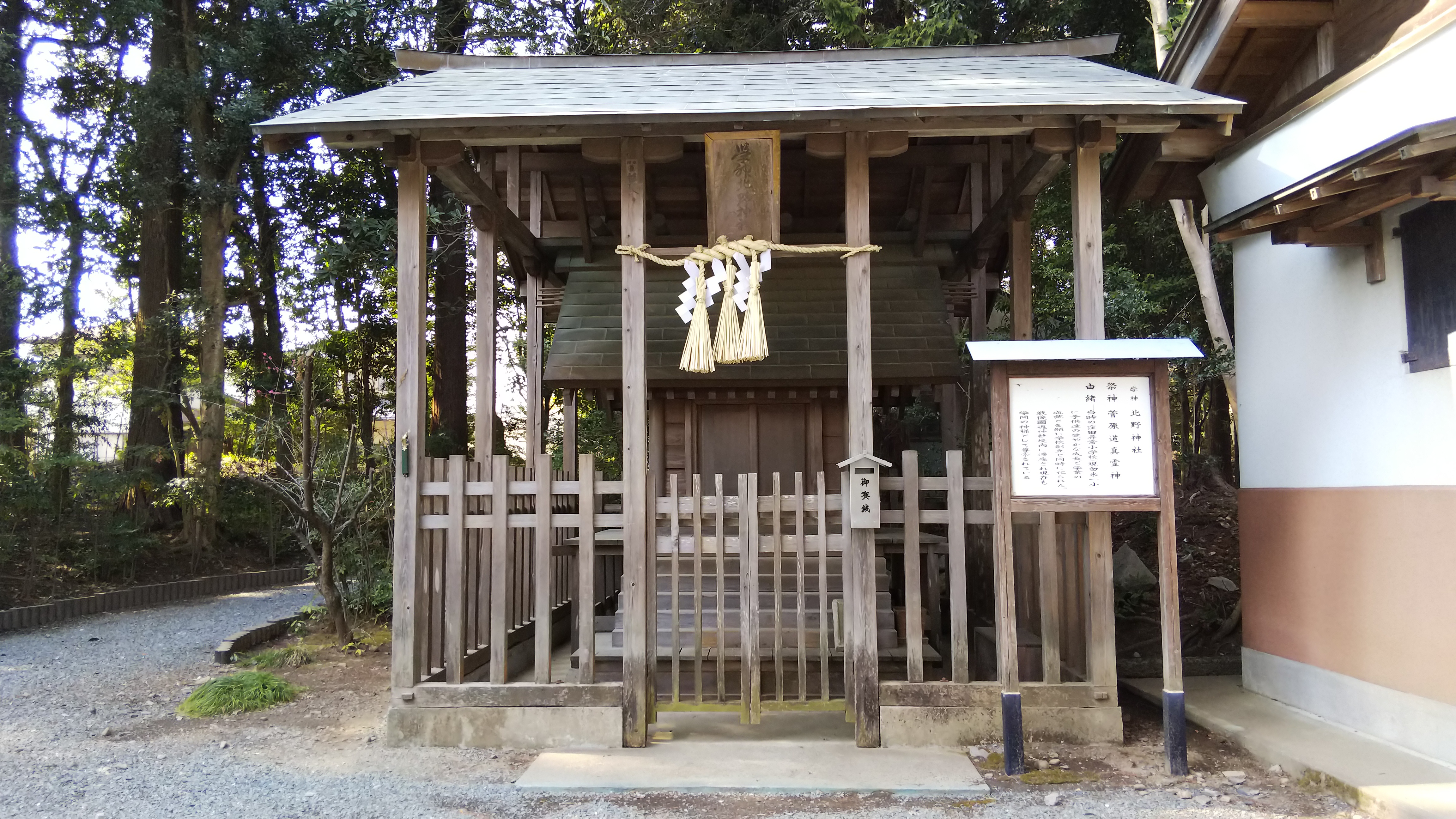
北野神社

## 交通アクセス
- 常磐自動車道「いわき勿来I.C」より車で5分。
- 東日本旅客鉄道（JR東日本）常磐線「勿来駅」よりタクシーで10分。